# Eleição municipal de Várzea Grande (Mato Grosso) em 2016
A eleição municipal de Várzea Grande em 2016 foi realizada para eleger um prefeito, um vice-prefeito e 21 vereadores no município de Várzea Grande, no estado brasileiro de Mato Grosso. Foram eleitos Lucimar Sacre de Campos (Democratas) e Jose Aderson Hazama para os cargos de prefeito(a) e vice-prefeito(a), respectivamente. 
Seguindo a Constituição, os candidatos são eleitos para um mandato de quatro anos a se iniciar em 1º de janeiro de 2017. A decisão para os cargos da administração municipal, segundo o Tribunal Superior Eleitoral, contou com 182 979 eleitores aptos e 37 899 abstenções, de forma que 20.71% do eleitorado não compareceu às urnas naquele turno.

## Resultados

### Eleição municipal de Várzea Grande em 2016 para Prefeito
A eleição para prefeito contou com 4 candidatos em 2016: Pery Taborelli da Silva Filho do Partido Social Cristão, Lucimar Sacre de Campos do Democratas (Brasil), Alan Rener Tavares do Partido Verde (Brasil), Milton Dantas Oliveira do Partido Socialismo e Liberdade que obtiveram, respectivamente, 20 662, 95 634, 8 523, 747 votos. O Tribunal Superior Eleitoral também contabilizou 20.71% de abstenções nesse turno.
| Candidato(a)                        | Vice                                 | Coligação                                      | Votos recebidos | Percentual |
| ----------------------------------- | ------------------------------------ | ---------------------------------------------- | --------------- | ---------- |
| Lucimar Sacre de Campos (DEM)       | Jose Aderson Hazama                  | Pra Avançar e Melhorar                         | 95634           | 76.16%     |
| Pery Taborelli da Silva Filho (PSC) | Miriam de Fatima Nascheveng Pinheiro | Mudança Com Segurança                          | 20662           | 16.46%     |
| Alan Rener Tavares (PV)             | Fabio Saad                           | Varzea Grande para Todos                       | 8523            | 6.79%      |
| Milton Dantas Oliveira (PSOL)       | Jocimar Boone Wagner                 | Partido Socialismo e Liberdade (sem coligação) | 747             | 0.59%      |

### Eleição municipal de Várzea Grande em 2016 para Vereador
Na decisão para o cargo de vereador na eleição municipal de 2016, foram eleitos 21 vereadores com um total de 129 516 votos válidos. O Tribunal Superior Eleitoral contabilizou 7 167 votos em branco e 8 397 votos nulos. De um total de 182 979 eleitores aptos, 37 899 (20.71%) não compareceram às urnas .
| Nome                            | Partido político                               | Coligação                                               | Votos recebidos | Percentual |
| ------------------------------- | ---------------------------------------------- | ------------------------------------------------------- | --------------- | ---------- |
| Calistro Lemes do Nascimento    | Partido Social Democrático (PSD)               | Unidos por Várzea Grande                                | 3658            | 2.82%      |
| Gisele Aparecida de Barros      | Partido Socialista Brasileiro (PSB)            | Partido Socialista Brasileiro (sem coligação)           | 3306            | 2.55%      |
| Benedito Francisco Curvo        | Partido Social Democrático (PSD)               | Unidos por Várzea Grande                                | 2956            | 2.28%      |
| Fabio Jose Tardin               | Democratas (DEM)                               | Pra Avançar e Melhorar I                                | 2942            | 2.27%      |
| Pedro Paulos Tolares            | Democratas (DEM)                               | Pra Avançar e Melhorar I                                | 2929            | 2.26%      |
| Gidenor Anselmo de Menezes      | Avante (AVANTE)                                | Avante (sem coligação)                                  | 2733            | 2.11%      |
| Ademar Freitas Filho            | Partido da Social Democracia Brasileira (PSDB) | Partido da Social Democracia Brasileira (sem coligação) | 2436            | 1.88%      |
| Cleyton Nassarden Guerra        | Partido Trabalhista Brasileiro (PTB)           | Várzea Grande de Todos Nós                              | 2371            | 1.83%      |
| Carlino de Campos Neto          | Partido Verde (PV)                             | Partido Verde (sem coligação)                           | 2371            | 1.83%      |
| Valdemir Bernardino de Souza    | Democratas (DEM)                               | Pra Avançar e Melhorar I                                | 2173            | 1.68%      |
| João Tertuliano de Barros Filho | Democratas (DEM)                               | Pra Avançar e Melhorar I                                | 1911            | 1.48%      |
| Rodrigo Coelho                  | Partido Trabalhista Brasileiro (PTB)           | Várzea Grande de Todos Nós                              | 1754            | 1.35%      |
| Nilo Nascimento de Campos       | Democratas (DEM)                               | Pra Avançar e Melhorar I                                | 1744            | 1.35%      |
| Rogério França Martins          | Partido Verde (PV)                             | Partido Verde (sem coligação)                           | 1477            | 1.14%      |
| Joao Madureira dos Santos       | Partido Social Cristão (PSC)                   | Mudança com Segurança                                   | 1458            | 1.13%      |
| Carlos Garcia Almeida           | Partido Socialista Brasileiro (PSB)            | Partido Socialista Brasileiro (sem coligação)           | 1409            | 1.09%      |
| Miguel Angel Claros Paz         | Partido da Social Democracia Brasileira (PSDB) | Partido da Social Democracia Brasileira (sem coligação) | 1398            | 1.08%      |
| Edilei Roque de Cesario         | Partido Trabalhista Cristão (PTC)              | Várzea Grande Para Todos III                            | 1376            | 1.06%      |
| Claido Celestino Batista        | Avante (AVANTE)                                | Avante (sem coligação)                                  | 1351            | 1.04%      |
| Icaro Gibran Reveles de Andrade | Partido Socialista Brasileiro (PSB)            | Partido Socialista Brasileiro (sem coligação)           | 1271            | 0.98%      |
| Ivan dos Santos Oliveira        | Partido Republicano Brasileiro (PRB)           | Várzea Grande Para Todos IV                             | 960             | 0.74%      |